# Le Portel
Le Portel település Franciaországban, Pas-de-Calais megyében. Lakosainak száma 8824 fő (2022. január 1.). Le Portel Boulogne-sur-Mer, Équihen-Plage és Outreau községekkel határos.
Vasútállomása Gare de Boulogne-Aéroglisseurs volt.

## Népesség
A település népességének változása:
| Lakosok száma | 9632 | 9257 | 9367 | 9240 | 9157 | 9071 | 8985 | 8897 | 8824 |
|               | 2013 | 2015 | 2016 | 2017 | 2018 | 2019 | 2020 | 2021 | 2022 |